# Калпакџија
Калпакџије су занатлије које праве калпаке (шлемове или кациге)
Калпак је висока округла капа најчешће направљена од крзна или опшивена крзном.Потиче из средње Азије и углавном се прави од овчијег крзна и филца.Често је украшен различитим шарама које одражавају личност власника.

### Калпакџије уСрбији
Вук Стефановић Караџић је овај занат пописао у свом „Српском Рјечнику“.
У књизи „Тефтер арачки вароши Београдске 1825. лета” су сачувани подаци о броју еснафа и занатлија у Београду те године и назначено је да је било 14 чланова калпакџијског еснафа. Постоји податак да је као калпакџија на Крагујевачком двору служио Мина Радивојевић. У уговору из 1829. године је у Јагодини забележен Стеван Калпакџија. Према попису из 1863. године у истом месту је било 10 калпакџија са 2 шегрта. Попис житеља и њихових имања у Јагодини 1863. године помиње Стојадина Бранковића, калпакџију старог 28 година са месечним приходом од 13 талира.